# سارة مدنيك
سارة سي ميدنيك (بالإنجليزية: Sara Mednick)‏؛ باحثة في فيزيولوجيا النوم في جامعة كاليفورنيا في ريفرسايد. يركز بحثها على العلاقة بين القيلولة والأداء، وهي مؤلفة للعديد من الصحف وكتاب بعنوان (خذ قيلولة! غير حياتك ) ، حيث حصلت على الدكتوراه في علم النفس من جامعة هارفارد، كما تعلمت على يد كلاً من كين ناكاياما وروبرت ستيجولد.
تَدعي مدنيك أن البشر لديهم حاجة بيولوجية للقيلولة بعد الظهر، وقالت لِلبرنامج التلفزيوني الأمريكي Good Morning: «يوجد بالفعل انخفاضات بيولوجية في إيقاعنا وفي يقظتنا يبدو أنها تتماشى مع الحالة الطبيعية للطريقة التي اعتدنا أن نكون عليها، ربما يجب علينا السماح لأنفسنا بأخذ الغفوة بشكل منتظم».
كما قالت مدنيك في صحيفة التايمز(لندن): «هناك شيء محدد جداً حول توقيت الغفوة، يجب أن تكون في حوالي الساعة الثانية أو الثالثة مساءً، إنه الوقت الذي يواجه فيه معظم البشر والحيوانات ما يُعرف بانخفاض ما بعد الصداع أو الانحسار المنخفض، وهو تراجع في المعالجة الإدراكية والاستجابات الفسيولوجية عندما يشعر الكثير منا بالنعاس».
تعتقد مدنيك أن القهوة بديل رديء للغفوة، كما قالت لبرنامج (بالإنجليزية: NPR's Talk of the Nation)‏: «وجدت في بحثي أن الأشخاص الذين لا يشربون الكافيين ويأخذون غفوة بدلاً من ذلك، يقومون بأداء أفضل بكثير في مجموعة واسعة من المهام المتعلقة بالذاكرة»، كما يمكنك عبر الإنترنت مشاهدة الفيديو الخاص بمحاضرة شبكة العلوم القصيرة حول أبحاث الغفوة في معهد سالك في فبراير 2007.
أطلقت الصحفية جريج إيستربروك اسم (أفضل شخص في صباح الثلاثاء لعام 2008) على الدكتورة مدنيك مستشهدة بعملها لتحسين حياة الناس من خلال الغفوة (على الرغم من أن هذا لا يبدو جائزة رسمية من أي نوع): «وجدت مدنيك دليل علمي على أن الناس يجب أن يأخذوا غفوة بعد الظهر وفي رأيي أن "أحدث دراستها المنشورة في المجلة الفنية (بالإنجليزية: Behavioral Brain Research)‏، لا يمكن دحضها، وجدت فيها أن الغفوة تحسن الأداء المعرفي بشكل أفضل من الكافيين وأفضل من الدواء الوهمي وأفضل حتى من التدخل الطبي الأغلى لتتجاوز الغفوة فاعلية الدواء الوهمي، إنه مثير للإعجاب! تقوم مدنيك الآن بحملة من أجل الغفوة كما تشارك الشركات في الاستشارات من أجل الغفوة- هناك مجال في القرن 21! تعتقد مدنيك أن الشركات التي تسمح للموظفين بأخذ غفوة سترى تطوراً في إنتاجية الموظفين في نفس عدد ساعات عملهم، وهو الاقتراح الذي يشعرني بالبديهية، تنمو حياة العولمة الحديثة أكثر من أي وقت مضى وقد تكون الاستجابة العاقلة الوحيدة هي أخذ قيلولة. في حين أن معظم الناس الذين اكتسبوا الشهرة تسببوا في ضرر للآخرين لكن سارة ميدنيك تعمل على تحسين حياتنا، ولهذا فهي أفضل شخص في صباح الثلاثاء لعام 2008.»